# Araeoscelidae
Araeoscelidae – rodzina wymarłych gadów (diapsydy), kształtem przypominających jaszczurki.

## Systematyka
- Araeoscelis Williston, 1910 (syn. Ophiodeirus) (rodzaj typowy)
  - A. casei (Broom, 1913)
  - A. gracilis Williston, 1910 (gatunek typowy)
- Kadaliosaurus Credner, 1889 ?
  - K. priscus Credner, 1889
- Zarcasaurus